# Challenger de Ojai
El Weil Tennis Academy Challenger es un torneo profesional de tenis. Pertenece al ATP Challenger Series. Se disputó su única edición en el año 2010 sobre pistas duras, en Ojai (California), Estados Unidos.

## Palmarés

### Individuales
| Año  | Campeón        | Finalista         | Resultado     |
| ---- | -------------- | ----------------- | ------------- |
| 2010 | Bobby Reynolds | Marinko Matosevic | 3–6, 7–5, 7–5 |

### Dobles
| Año  | Campeones                    | Finalistas                      | Resultado        |
| ---- | ---------------------------- | ------------------------------- | ---------------- |
| 2010 | Artem Sitak Leonardo Tavares | Harsh Mankad Izak van der Merwe | 4–6, 6–4, [10–8] |